# 제75레인저연대
제75레인저연대(75th Ranger Regiment)는 조지아주 포트 베닝에 본부를 두고 있는 미국 육군 특수작전사령부 예하 특수부대이다. 베이지색 베레를 쓴다.

## 역사
'레인저(Ranger)'라는 이름을 쓰는 부대들은 미국 독립 이전인 인디언과의 전투 시절까지 거슬러 올라가는 미군에서 가장 역사가 깊은 정예부대들로서, 1750년대에 만들어진 '로저스의 레인저 부대'(Rogers' Rangers)가 레인저라는 명칭이 붙여진 최초의 부대이다. 그 후로 '레인저'란 명칭은 정예부대의 상징처럼 되어서 각 전쟁때마다 육군에서 제일 강인한 정예부대들에게 '레인저'라는 이름을 붙이는게 미 육군의 명예로운 전통 관행처럼 되었다.

### 제2차 세계 대전
현대의 레인저 부대는 제2차 세계 대전 중이었던 1942년에 편성된 제1 레인저 대대가 시초로서 창설인원은 미 육군 제34보병사단에서 선발되었다. 이후 레인저 대대들이 추가로 창설되어 총 6개의 대대가 활동했다. 유럽 전선, 북아프리카 전선, 태평양 전선 등 모든 전선에서 활약했으며, 유명한 노르망디 상륙 작전에서도 대활약하였다.
종전 후, 레인저 대대는 모두 해체되었다.

### 한국 전쟁
한국 전쟁 때 재창설됐고, 각 사단마다 중대 단위로 배속된 형식으로 존재했다. 그러나 한국전쟁이 끝난 후 1956년에 다시 해체되었다.

### 베트남 전쟁
베트남 전쟁이 발발한 후 레인저 부대의 필요성이 다시 제기되어 1969년에 레인저 부대가 다시 재창설된다. 각 보병사단의 장거리수색순찰대(Long-range reconnaissance patrol (LRRP))들을 통합 및 재편성하여 제75보병연대(레인저)(75th Infantry Regiment (Ranger))를 창설했고 이 75보병연대 예하의 15개 레인저 중대들이 여러 보병사단 등에 배속되어 활약하게 된 것이다.
미군이 베트남 전쟁에서 철수할 무렵 대부분의 레인저 중대들은 해체되었다.

### 상설 레인저부대의 탄생
상비 레인저 부대의 필요성이 주장되어 1974년에 2개의 레인저 대대를 다시 창설했다. 이후 1984년에 레인저 대대를 추가로 만들고 이들 레인저 대대들을 통합한 새로운 연대급 부대를 창설했다. 1986년에 지금과 같은 "제75레인저연대"라는 부대명으로 결정되어 오늘날에 이르고 있다.

## 편성

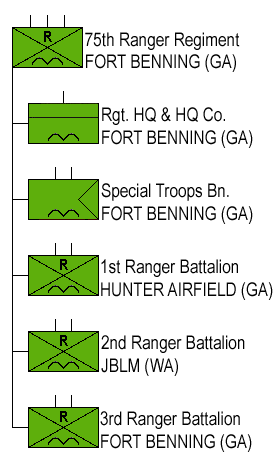
제75레인저연대의 편성표

- 연대본부 및 본부중대 - 조지아주, 포트 베닝
- 연대직할특수병력대대 - 조지아 주, 포트 베닝
  - 본부 및 본부중대
  - 연대직할수색중대
  - 통신중대
  - 군사첩보중대
  - 선발훈련중대
- 제1레인저대대 - 조지아 주, 헌터 육군 비행장
- 제2레인저대대 - 워싱턴주, 포트 루이스
- 제3레인저대대 - 조지아 주, 포트 베닝

## 같이 보기
- 특수부대 목록
- 미국 육군 레인저

## 참고
- “Lineage And Honors Information: 75th Ranger Regiment” (영어). 미국 육군 역사관. 2017년 4월 27일. 2011년 9월 7일에 원본 문서에서 보존된 문서. 2019년 11월 12일에 확인함.